# David Hunter Miller
David Hunter Miller (1875–1961) foi um advogado norte-americano e especialista em tratados que participou da redação do pacto da Liga das Nações.

## Carreira
Exerceu a advocacia na cidade de Nova York de 1911 a 1929; atuou no Inquiry, um corpo de especialistas que coletou dados para a Conferência de Paz de Paris (1917-1919); e foi consultor jurídico da comissão americana da conferência.
Como oficial do Departamento de Estado dos EUA (1929-1944), Miller chefiou a delegação americana à Conferência de Haia de 1930 para a codificação do direito internacional. Seus trabalhos publicados incluem My Diary at the Conference of Paris, with Documents (21 vol., 1924-1926) e Treaties and Other International Acts of the United States of America (8 vol., 1931-1948).